# Гегечкори, Бичико Сергеевич
Бичико Сергеевич Гегечкори (род. 1 мая 1940, село Инчхури, Гегечкорский район, ГССР, СССР) — советский и российский учёный в области биологии, физиологии и технологий возделывания плодовых культур, профессор Кубанского государственного аграрного университета им. И. Т. Трубилина. Доктор сельскохозяйственных наук (2000), профессор ВАК (2002), Заслуженный работник сельского хозяйства Кубани (2004), Заслуженный работник сельского хозяйства РФ (2007), Почетный работник высшего профессионального образования РФ (2012).

## Биография
Б. С. Гегечкори родился 1 мая 1940 г. в с. Инчхури Гегечкорского района Грузинской Республики. В 1958 г. окончил среднюю общеобразовательную школу № 1 Гегечкорского района, в 1960 г. — радиотехническое училище № 3 г. Кутаиси, с 1960 г. по октябрь 1961 г. работал электромехаником горторгрекламы г. Кутаиси. С ноября 1961 г. по июнь 1964 г. служил в Московском военном округе.
C сентября 1964 г. по май 1969 г. Б. С. Гегечкори учился на факультете плодоовощеводства и виноградарства Кубанского сельскохозяйственного института. С июня 1969 г. он — младший научный сотрудник, а с 1975 г. — старший научный сотрудник кафедры плодоводства Кубанского сельскохозяйственного института. В декабре 1976 г. после защиты кандидатской диссертации его избрали ассистентом, в 1980 г. — старшим преподавателем, а в 1981 г. — доцентом кафедры плодоводства кубанского сельскохозяйственного института. В 2000 г. защитил докторскую диссертацию по теме: «Повышение продуктивности плодовых культур в Западном Предкавказье». В 2001 г. Бичико Сергеевича избрали профессором кафедры плодоводства Кубанского государственного аграрного университета, а в 2002 г. Высшей Аттестационной комиссией (ВАК) РФ ему было присвоено ученое звание профессора.
Б. С. Гегечкори является автором около 200 научных, учебных и учебно-методических публикаций, в том числе 10 патентов на изобретения, 6 монографий, 44 научно-методических рекомендаций, учебников и учебных пособий, в том числе с грифом УМО и Министерства сельского хозяйства России, предназначенных для подготовки специалистов агрономического направления.
Под руководством Б. С. Гегечкори были успешно защищены 7 кандидатских диссертаций, 238 дипломных работ специалистов, 8- магистров, 5- бакалавров.
Большое внимание Б. С. Гегечкори уделяет внедрению результатов своих научно-исследовательских работ в производство. Его разработки по формированию и обрезке плодовых деревьев внедрены на площади 1115 га.
Основное направление научной деятельности Б. С. Гегечкори энергосберегающие и инновационные технологии при выращивании посадочного материала привитых древесных плодовых растений и возделывании плодовых культур с элементами точного земледелия.
Под руководством Б. С. Гегечкори внедрение результатов исследования осуществляется в Новопокровском, Ленинградском, Павловском, Каневском, Кущевском районах Краснодарского края в виде проектов закладки и ухода за плодовыми насаждениями. В ЗАО «Сад-Гигант» Славянского района Б. С. Гегечкори является членом ученого совета, координатором инновационных проектов.
Б. С. Гегечкори с 2011 года впервые на Кубани разработал методику водообеспечения плодовых растений с различными формами «Экогеля».
Он активно занимается общественной деятельностью: Член экспертного Совета ВАК Министерства образования и науки Российской Федерации и диссертационного совета при КубГАУ.
В лице профессора Б. С. Гегечкори Российская Садоводческая общественность имеет крупного ученого-исследователя, педагога, методиста, пропагандиста современных достижений агрономической науки.

## Награды, премии, почетные звания
Бичико Сергеевич Гегечкори неоднократный участник выставки «Золотая осень» РФ, награждён золотым (2003—2004 гг.) и двумя серебряными медалями (2001—2002 гг.), дипломами почета и почетной грамотой Министерства сельского хозяйства РФ, Он лауреат первой премии администрации Краснодарского края в области науки, образования и культуры. Б. С. Гегечкори 20 мая 2011 г. награждён дипломом администрации Краснодарского края, а в 2004 г. ему присвоено почетное звание Заслуженного работника сельского хозяйства Кубани и в 2007 г. — Заслуженного работника сельского хозяйства Российской Федерации. За заслуги в области образования в 2012 г. присвоено звание Почетного работника высшего профессионального образования Российской Федерации.

## Основные публикации
- Рост и плодоношение яблони в зависимости от применения наклона ветвей при формировании пальметты : автореферат диссертации канд. с.-х. наук / МСХ СССР, КСХИ. — Краснодар, 1975. — 23с.
- Некоторые особенности перехода привитых деревьев яблони на собственные корни // Тр. / КСХИ. — 1979. — Вып. 177(205). — С. 42-47. — Библиогр.: 8 назв.
- Анатомические исследования привойно-подвойных комбинаций яблони // Тр. / КСХИ. — 1983. — Вып. 223(251). — С. 17-22.
- Архитектоника корневой системы яблони в зависимости от типа насаждений и почвенных условий / соавт. А. А. Кладь // Садоводство и виноградарство 21 века. — Краснодар, 1999. — Ч. 2. — С. 44-52.
- Определение продуктивности плодовых растений и приемы ее регулирования : метод. указания / соавт.: Т. Н. Дорошенко, А. А. Кладь ; Департамент сел. хоз-ва и продовольствия Краснодарского края [и  др.]. – Краснодар, 1999. – 92 с.
- Повышение продуктивности плодовых культур в Западном Предкавказье : автореф. … д-ра с.-х. наук / КубГАУ. — Краснодар, 1999. — 43 с. — Библиогр.: 48 назв.
- Энергосберегающая технология выращивания клоновых подвоев яблони / соавт.: Т. Н. Дорошенко, А. А. Кладь // Плодоводство на рубеже XXI века : материалы междунар. науч. конф., посвящ. 75-летию со дня образования Белорус. НИИ плодоводства. — Минск, 2000. — С. 115.
- Пат. 130902 Российская Федерация, МПК 7 А G 1/00. Способ формирования крон деревьев яблони в шпалерно-карликовых садах / соавт.: А. А. Кладь; патентообладатель КубГАУ. — № 99126075/13(027333); заявл. 07.12.1999; опубл. 15.02.2001.
- Теоретические и экспериментальные основы управления продукционным процессом деревьев яблони / соавт. А. А. Кладь // Тр. / КубГАУ. — 2002. — Вып. 399(427). — С. 54-68.
- Закладка сада : метод. рекомендации / соавт.: А. А. Кладь, Г. Ф. Тараненко. — Краснодар : КубГАУ, 2003. — 26 с.
- Электрифицированный действующий стенд-тренажер "Строение плодового дерева" - изобретение Б. С. Гегечкори (1982 г.)Пат. 2202876 Российская Федерация, А 01G 1/00, 17/00. Способ выращивания интенсивного плодового сада / соавт.: А. А. Кладь, Т. Н. Дорошенко; патентообладатель КубГАУ. — № 2001124429; заявл. 03.09.2001; опубл. 27.04.2003, Бюл. № 12.
- Пат. 2210883 Российская Федерация. Установка для погрузки плодов на переработку / соавт.: А. С. Иванчук, В. А. Гладько, А. А. Кладь; патентообладатель КубГАУ. — № 2001123303; заявл. 20.08.2001; опубл. 27.08.2003.
- Состояние и экономическая эффективность плодоводства Южного Федерального округа РФ / соавт.: Г. Б. Гегечкори, А. А. Кладь // Соврем. плодоводство, состояние и перспективы развития: материалы Междунар. конф. посвящ. 80-летию основания ин-та плодоводства НАН. — Самохваловичи, 2005. — Т. 1, ч. 2. — С. 121—148.
- Гегечкори Б. С. выступает с докладом на защите докторской диссертации. Декабрь 2020 г.Эколого-экономическая оценка технологии в плодоводстве / соавт.: А. А. Кладь, Г. Б. Гегечкори // Методол. аспекты создания прецизионных технологий возделывания плодовых культур и винограда / Сев.-Кавказ. зон. НИИ садоводства и виноградарства. — Краснодар, 2006. — Т. 1. — С. 34-40.
- Элементы точного земледелия в плодоводстве / соавт.: А. А. Кладь, Г. Б. Гегечкори // Методол. аспекты создания прецизионных технологий возделывания плодовых культур и винограда / Сев.-Кавказ. зон. НИИ садоводства и виноградарства. — Краснодар, 2006. — Т. 1. — С. 69-72.
- Практикум по плодоводству : учеб. пособие / соавт.: Т. Н. Дорошенко, А. А. Кладь. — Краснодар : КубГАУ, 2008. — 345 с.
- Влияние типа формирования кроны на содержание пигментов в листьях яблони  / соавт.: М. Ю. Рудь // Науч. журн. КубГАУ. — Краснодар, 2010. — № 61(07). — Режим доступа: http:// ej. kubagro. ru.
- На юбилее ЗАО "Сад-Гигант"Плодоводство: курс лекций. Ч. 1. Введение. Биологические основы плодоводства / КубГАУ, каф. плодоводства. — Краснодар, 2010. — 175 с.
- Плодоводство : курс лекций. Ч. 2. Размножение древесных кустовидных, кустарниковых, полукустарниковых и травянистых плодовых растений / КубГАУ, каф. плодоводства. — Краснодар, 2010. — 121 с.
- Плодоводство : курс лекций. Ч. 3. Закладка плодовых насаждений и технология производства плодов / КубГАУ, каф. плодоводства. — Краснодар, 2010. — 165 с.
- Плодоводство : курс лекций. Ч. 4. Частное плодоводство / КубГАУ, каф. плодоводства. — Краснодар, 2010. — 223 с.
- Б. С. Гегечкори, Р. А. Гиш, А. А. Кладь (слева направо) на праздновании 75-летия агрофирмы «Сад-Гигант».А. с. 50449 Российская Федерация. Мушмула германская Хвамли / КубГАУ. — № 9154027; заявл. 19.08.2008; опубл. 21.09.2010.
- Реакция плодовых деревьев на подрезку корней разных типов почв (в условиях агрофирмы «Сад-Гигант»): монография / соавт. А. А. Кладь. — Краснодар: КубГАУ, 2011. — 129с.
- Фитомасса яблони в насаждениях с различной формой кроны / соавт.: А. А. Кладь, М. Ю. Рудь // Докл. РАСХН. — 2011. — № 3. — С. 18-20.
- Пат. 2435348 Российская Федерация, МПК А01В 79/02, А01G 1/00. Способ обработки почвы в садах / соавт. М. Ю. Рудь; патентообладатель КубГАУ. — № 201019104/13; заявл. 11.05.2010; опубл. 10.12.2011, Бюл. № 34. — 2 с.
- А. Н. Ткачев присуждает Б. С. Гегечкори первую премию администрации Краснодарского края в области науки, образования и культуры за создание учебного пособия “Практикум по плодоводству“Водопотребление плодовых культур в разных плодовых зонах Краснодарского края / соавт.: А. А. Кладь, С. Ю. Орленко // Тр. / КубГАУ. — 2012. — Вып. 3(36). — С. 91-95. — Библиогр.: с. 95.
- Б. С. Гегечкори на заседании экспертного совета ВАК Минобрнауки РФ 04.12.2012 г.Корневая система яблони при разных типах почвы / соавт.: А. А. Кладь, В. Г. Кладь, С. Ю. Орленко // Докл. РАСХН. — 2012. — № 5. — С. 25-27.
- Модифицированная траншейная посадка плодовых растений, как способ локального внесения удобрений / соавт. С. Ю. Орленко // Плодоводство и ягодоводство России: сб. науч. работ. — М., 2012. — Т. 30. — С. 31-39.
- Плодоводство: учебник / соавт.: Ю. В. Трунов, Е. Г. Самощенков, Т. Н. Дорошенко [и др.]. — М.: КолосС, 2012. — 415с.: ил.
- Сэндвичная система содержания почвы в садах / совт. С. Ю. Орленко // Плодоводство и ягодоводство России : сб. науч. работ. — М., 2012. — Т. 30. — С. 40-47.
- Влияние способов водообеспечения на биометрические показатели саженцев яблони  / соавт.: С. Ю. Орленко, М. Ю. Рудь [и др.] // Науч. журн. КубГАУ. — Краснодар, 2013. — № 90(06). — Режим доступа: http:// ej. kubagro. ru.
- Инновационные приемы водообеспечения плодовых растений // Инновац. технологии в АПК : теория и практика : материалы Всерос. науч.-практ. конф. — Пенза, 2013. — С. 141—146.
- Структура фитомассы саженцев яблони в зависимости от режима орошения // Инновац. технологии в АПК : теория и практика : материалы Всерос. науч.-практ. конф. — Пенза, 2013. — С. 156—174.
- Инновационные технологии в плодоводстве : учеб. пособие. — Краснодар : КубГАУ, 2014. — 287 с.
- Органическое садоводство : учеб. пособие / соавт.: Т. Н. Дорошенко, Л. Г. Рязанова. — Краснодар : КубГАУ, 2014. — 159 с.
- Регулирование продуктивности деревьев яблони и качества плодов в системе плодового агроценоза : монография / соавт.: А. А. Кладь, В. Г. Кладь. — Краснодар : КубГАУ, 2014. — 168 с
- Влияние гидроадсорбентов на водный режим окулянтов яблони сорта Ренет Симиренко / соавт. А. П. Овчарова // Науч. обеспечение агропром. комплекса : сб. ст. по материалам IX Всерос. конф. молодых ученых, посвящ. 75-летию В. М. Шевцова, 24-26 нояб. 2015 г. ; КубГАУ. — Краснодар, 2015. — С. 474—476.
- Садоводство: метод. рекомендации к итоговой гос. аттестации для магистрантов направления «Садоводство» / соавт.: Т. Н. Дорошенко, Р. А. Гиш [и др.]. — Краснодар : КубГАУ, 2015. — 76 с.
- Инновационные способы водообеспечения плодовых насаждений в Северо-Западном Предкавказье : монография / соавт. С. Ю. Орленко. — Краснодар : КубГАУ, 2016. — 319 с.
- Экогель — новейший комплекс водообеспечения плодовых растений [ Электронный ресурс] / соавт.: С. С. Чумаков, С. Ю. Орленко // Науч. журн. КубГАУ. — Краснодар, 2016. — № 123(09). — Режим доступа: http:// ej. kubagro. Ru
- Management capabilities of generative development of apple trees / co-aut.: T. N. Dorochenko [et al.] // International Jornal of Green Pharmacy. — 2017. — № 11(3). — P. 160—165.
- Агробиологические основы производства высококачественной плодовой продукции : учеб. пособие / соавт. Т. Н. Дорошенко [и др.] ; КубГАУ. – Краснодар : КубГАУ, 2018. – 146 с.
- Плодоводство ( плодовый питомник) : учеб. пособие / соавт.: Т. Н. Дорошенко, [и др.].– Краснодар : КубГАУ, 2018. – 112 с.
- Оценка агроклиматических ресурсов Анапо-Таманской подзоны южной плодовой зоны Краснодарского края и провинции Гильменд республики Афганистан с целью определения возможности возделывания абрикоса / соавт.: В. Шамсулдин, М. К. Хилманд // Тр. / КубГАУ. — 2019. — Вып. 1 (76). — С. 91-96.
- Плодоводство : учебник / соавт. : Ю. В. Трунов, Е. Г. Самощенков, Т. Н. Дорошенко [и др.]. – 2-е изд. стереотип. – СПб. : КВАДРО, 2019. – 416 с.
- Плодоводство (закладка плодовых насаждений) : учеб. пособие / соавт.: Т. Н. Дорошенко [и др.].– Краснодар : КубГАУ, 2019. – 116 с.
- Закладка и организация территории плодового сада в учхозе «Кубань» КубГАУ имени И. Т. Трубилина / соавт. Т. Н. Дорошенко, М. А. Осипов, Н. Е. Тымчик // Краснодар : КубГАУ, 2019. — 51 с.
- Субтропическое садоводство : учебник / соавт.: Т. Н. Дорошенко [и др.]. – Краснодар : КубГАУ, 2019. – 225 с.[7]